# Luigi Bettazzi
Luigi Bettazzi (Treviso, 26 novembre 1923 – Albiano d'Ivrea, 16 luglio 2023) è stato un vescovo cattolico italiano.

## Biografia
Trascorse l'infanzia a Treviso, dove il padre lavorava; si trasferì in gioventù a Bologna, città di origine della madre.
Il 4 agosto 1946 fu ordinato presbitero, nella cappella del Rosario all'interno della basilica patriarcale di San Domenico a Bologna, dal cardinale Giovanni Battista Nasalli Rocca di Corneliano.
Si laureò in teologia presso la Pontificia Università Gregoriana e poi in filosofia presso l'Università degli Studi Alma Mater di Bologna.
In giovinezza abbracciò le posizioni del personalismo cristiano. A Bologna insegnò presso il Pontificio Seminario Regionale e fu impegnato nei movimenti giovanili, in qualità di assistente diocesano e vice-assistente nazionale degli universitari cattolici della FUCI.

### Ministero episcopale
Il 10 agosto 1963 papa Paolo VI lo nominò vescovo titolare di Tagaste e vescovo ausiliare di Bologna. Il 4 ottobre successivo ricevette l'ordinazione episcopale, nella basilica di San Petronio a Bologna, dal cardinale Giacomo Lercaro, co-consacranti i vescovi Gilberto Baroni e Franco Costa.
Partecipò a tre sessioni del Concilio Vaticano II citando, il 4 ottobre 1965, il filosofo Antonio Rosmini, autore dell'opera Cinque Piaghe della Santa Chiesa, allora ancora all'Indice dei libri proibiti della Chiesa. Al momento della sua morte era l'ultimo vescovo italiano che aveva preso parte al Concilio Vaticano II.
Al termine del Concilio, il 26 novembre 1966 fu nominato vescovo di Ivrea dallo stesso papa; succedette ad Albino Mensa, precedentemente nominato arcivescovo metropolita di Vercelli. Il 15 gennaio 1967 prese possesso della diocesi.
Già curatore della rubrica "L'opinione di... nella rivista Mosaico di Pace, nel 1968 fu nominato presidente nazionale di Pax Christi, movimento cattolico internazionale per la pace e nel 1978 ne diventò presidente internazionale, fino al 1985 vincendo per i suoi meriti il Premio Internazionale dell'Unesco per l'Educazione alla Pace. Fu una delle figure di riferimento per il dialogo con i non credenti e per il movimento pacifista. Nel 1978, insieme al vescovo rosminiano Clemente Riva e al vescovo Alberto Ablondi, chiese alla Curia romana di potersi offrire prigioniero in cambio del presidente della Democrazia Cristiana Aldo Moro. La richiesta, tuttavia, venne fermamente respinta. Mons. Bettazzi raccontò che, quando fece presente che si trattava di una vita umana e non di un fatto politico, ricevette in risposta la frase "È meglio che muoia un solo uomo per il popolo e non perisca la nazione intera" (citazione da Giovanni 11,50): allora capì che la morte di Aldo Moro era ormai decisa, anche da parte della Curia.
Diventò celebre nel 1976 per lo scambio di lettere col segretario del Partito Comunista Italiano Enrico Berlinguer, per il quale fu aspramente criticato, sulla conciliabilità o meno della fede cattolica con l'ideologia marxista, o comunque con l'adesione al Partito comunista. Scrisse la lettera a Berlinguer il 6 luglio 1976 e ricevette risposta il 7 ottobre 1977. Fu questo uno scambio d'idee importante per la cultura politica italiana, dato che all'interno di esso Berlinguer formulò la famosa definizione del PCI come partito «né teista, né antiteista, né ateista». Il 10 ottobre 1979 fece avere a Carlo De Benedetti il testo di una lettera aperta pubblicata, quello stesso giorno, sul «Risveglio Popolare», il settimanale diocesano (...) Il titolo della lettera aperta è: «Perché più profitto e più tecnologia riducono di 4 500 lavoratori l'Olivetti?». (...) Bettazzi considerò inaccettabile la decisione di ridurre il personale per aumentare la produttività dell'impresa e mettere in salvo i conti: se è ben vero che l'economia è una scienza e come tale ha le sue leggi ineluttabili, è altrettanto vero che queste leggi possono essere valutate, discriminate, orientate secondo finalità diverse. (...) La risposta di De Benedetti fu improntata allo stesso spirito della lettera aperta di Bettazzi: rispetto e disponibilità al dialogo, ma allo stesso tempo nessuna corriva collusione fra le parti. In particolare, De Benedetti adoperò questa occasione per chiarire quale fosse la sua idea di imprenditore nel contesto della società italiana e per sottolineare come, nello specifico scenario italiano, si fosse poco valorizzato il profilo classico di industriale in grado di creare profitti".
Celebre anche per le sue battaglie per l'obiezione fiscale alle spese militari, monsignor Bettazzi sostenne l'obiezione di coscienza quando ancora si rischiava il carcere.
Nel 1992 partecipò alla marcia pacifista organizzata dai Beati costruttori di pace e da Pax Christi insieme a monsignor Antonio Bello nel mezzo della guerra civile in Bosnia ed Erzegovina. Monsignor Antonio Bello spirerà nel suo letto confortato dall'amicizia di Luigi Bettazzi.
Il 20 febbraio 1999 papa Giovanni Paolo II accolse la sua rinuncia al governo pastorale della diocesi di Ivrea, presentata per raggiunti limiti di età; gli succedette Arrigo Miglio, fino ad allora vescovo di Iglesias. Da vescovo emerito si trasferì nel castello di Albiano, residenza estiva dei vescovi d'Ivrea e sede di una fraternità CISV.
Nel 2007 dichiarò pubblicamente che la sua coscienza gli imponeva di disobbedire e che era favorevole al riconoscimento delle unioni civili, i DICO, sostenendo le iniziative del governo Prodi e riconoscendo alle coppie omosessuali un fondamento d'amore equiparato a quelle eterosessuali.
Nell'aprile 2015 affermò in un'intervista che, circa «l'omosessualità: la questione del sesso va studiata, emancipandosi dai neoplatonici che facevano coincidere sesso e decadenza dello spirito. Perché non espressione dello spirito umano? È noto che mi pronunciai in favore dei Dico, il riconoscimento delle unioni civili».
Fu presidente del Centro Studi Economico Sociali di Pax Christi Italia e si impegnò nell'attività di conferenziere in diverse regioni d'Italia.
Il suo nome fu citato da molte testate e notiziari televisivi per aver pronosticato la rinuncia di papa Benedetto XVI circa un anno prima della sua ufficializzazione, avvenuta nel corso del concistoro ordinario dell'11 febbraio 2013. All'epoca, molti giornalisti e alti dignitari della Chiesa smentirono seccamente le dimissioni del pontefice.
Morì il 16 luglio 2023, all'età di 99 anni, nella sua residenza presso il castello di Albiano d'Ivrea. Dopo le esequie, celebrate il 18 luglio dal cardinale Arrigo Miglio nella cattedrale di Ivrea, fu sepolto nello stesso edificio.

## Genealogia episcopale e successione apostolica
La genealogia episcopale è:
- Cardinale Scipione Rebiba
- Cardinale Giulio Antonio Santori
- Cardinale Girolamo Bernerio, O.P.
- Arcivescovo Galeazzo Sanvitale
- Cardinale Ludovico Ludovisi
- Cardinale Luigi Caetani
- Cardinale Ulderico Carpegna
- Cardinale Paluzzo Paluzzi Altieri degli Albertoni
- Papa Benedetto XIII
- Papa Benedetto XIV
- Papa Clemente XIII
- Cardinale Bernardino Giraud
- Cardinale Alessandro Mattei
- Cardinale Pietro Francesco Galleffi
- Cardinale Giacomo Filippo Fransoni
- Cardinale Carlo Sacconi
- Cardinale Edward Henry Howard
- Cardinale Mariano Rampolla del Tindaro
- Cardinale Gennaro Granito Pignatelli di Belmonte
- Cardinale Pietro Boetto, S.I.
- Cardinale Giuseppe Siri
- Cardinale Giacomo Lercaro
- Vescovo Luigi Bettazzi

La successione apostolica è:
- Cardinale Arrigo Miglio (1992)
- Vescovo Pier Giorgio Debernardi (1998)

## Opere
- Ateo a diciotto anni?, Milano, Rizzoli, 1982.
- La sinistra di Dio, Molfetta, La Meridiana, 1996.
- Luigi Bettazzi (a cura di), Don Tonino Bello, Milano, San Paolo, 2001.
- Esseri ed Essere. Cicaléccio... per i filosofi principianti, Pazzini Editore, 2004.
- Giovani per la pace, La Meridiana, 2004.
- Anticlericali e clericali. Dal Risorgimento italiano alla nonviolenza, EDB, 2006.
- Chi crede in Cristo sarà salvo, Cittadella, 2007.
- con Aldo Maria Valli, Difendere il Concilio, San Paolo Edizioni, 2008.
- In dialogo con i lontani. Memorie e riflessioni di un vescovo un po' laico, Aliberti, 2009.
- Vescovo e laico? Una spiegazione per gli amici, EDB, 2010.
- Quale Chiesa? Quale Papa?, EMI, 2015.